# Distribución de peso

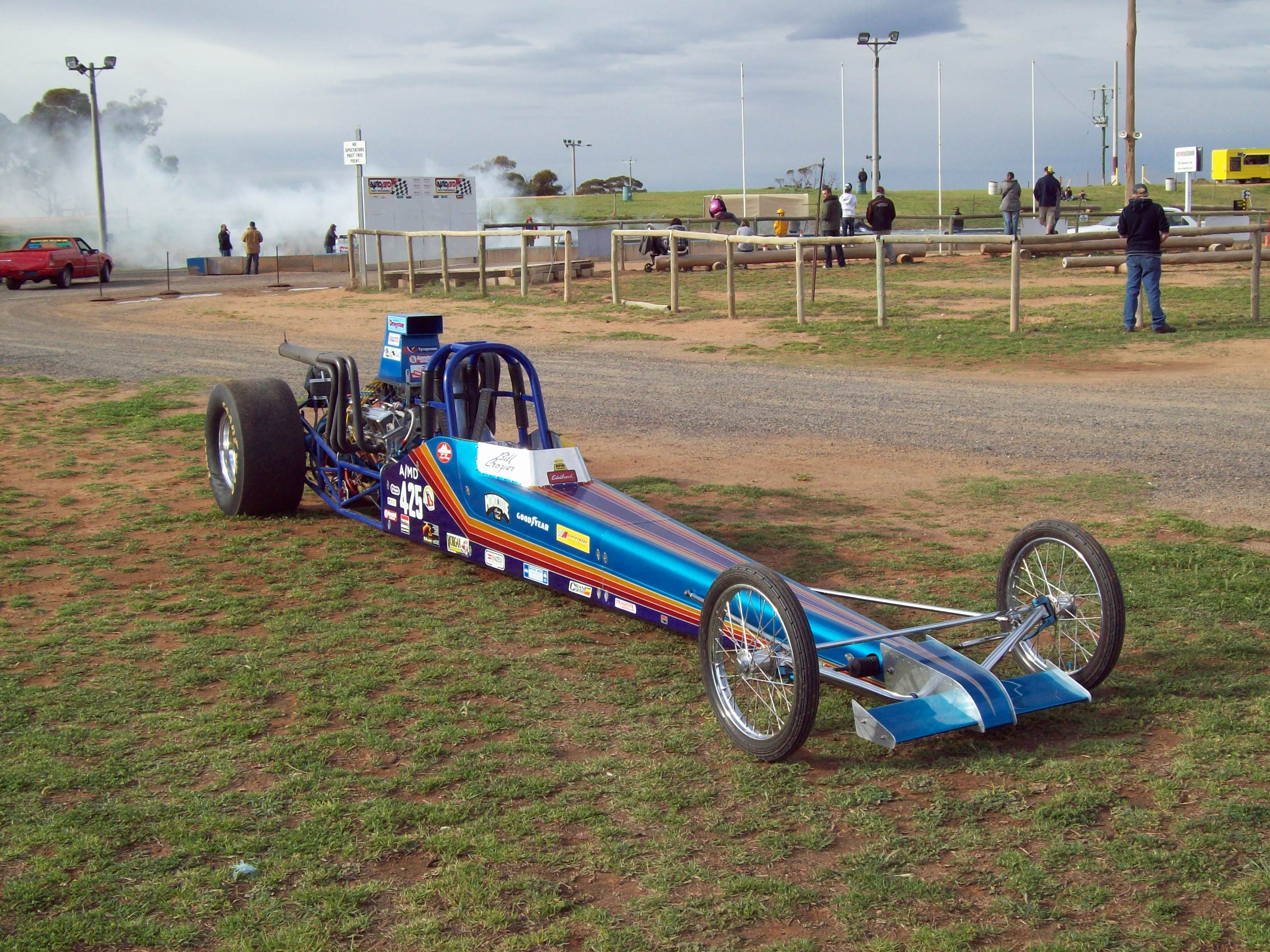
Imagen de un dragster, en el que la mayor parte del peso del vehículo descansa sobre su eje trasero, maximizando su capacidad de tracción.

La distribución de peso es un conjunto de datos que indican la manera en la que está repartida la masa de un vehículo con respecto al conjunto de sus ejes o a su centro de gravedad. Es un factor de diseño especialmente relevante en vehículos sobre ruedas como automóviles, trenes y aviones circulando en tierra, dado que está directamente ligado tanto con las cargas que se transmiten a la infraestructura (carretera, vía de ferrocarril o pista de aterrizaje), como con el esfuerzo motriz y/o de frenado que puede desarrollar cada eje. También guarda relación con la capacidad de controlar la trayectoria de un vehículo y con la estabilidad de la misma, especialmente cuando se trata de barcos y de aviones en vuelo.
En el caso de los automóviles, por lo general se escribe en la forma x/y, donde x es el porcentaje de peso del vehículo que soporta el eje delantero, e y es el porcentaje de peso que recae sobre el eje trasero.

## Campos de aplicación
|                         |                       |                       |
| 60/40 (motor delantero) | 50/50 (motor central) | 40/60 (motor trasero) |

Características dinámicas de un automóvil
El comportamiento dinámico de un automóvil está directamente relacionado con la distribución del peso sobre sus ejes, que afecta directamente a las características de su manejo, a su comportamiento en las curvas, o a sus valores de aceleración y de frenado.
En los vehículos de serie, el reparto de peso entre ejes habitualmente suele ser de 60/40 (motor delantero y tracción delantera), 40/60 (motor trasero y tracción trasera) o de (50/50) (motor central, o motor delantero y tracción trasera). Los coches con motor delantero y tracción delantera (mayor peso en el eje delantero) suelen ser subviradores, mientras que aquellos que disponen de motor y tracción trasera (mayor peso en el eje trasero) suelen ser sobreviradores. En general, se considera que el subviraje es una situación más controlable que el sobreviraje para la gran mayoría de los conductores, puesto que en este caso, la acción instintiva de pisar el freno cuando el coche tiende a salirse por el exterior de la curva, contribuye más eficazmente a reorientar correctamente la trayectoria que en el caso de un coche sobrevirador, que tenderá a cerrar aún más su trayectoria. En el caso de un reparto 50/50 de un motor central, se consigue reducir notablemente el momento de inercia total que el coche debe vencer cuando gira al tomar una curva (mejorando notablemente su «agilidad»), pero presenta el inconveniente de que su comportamiento puede ser indistintamente subvirador o sobrevirador, impredecibilidad que dificulta su manejo en curvas tomadas a alta velocidad.
En los coches de Fórmula 1, la reglamentación marcaba en 2014 un reparto de peso comprendido entre un 45,5 y un 46,7 % en el eje delantero y un 53,3 y un 54,5 % en el eje trasero. Dado que estos coches son bastante más ligeros que el peso mínimo exigido, los diseñadores de automóviles de F1 añaden una serie de piezas de lastre en la cara inferior del vehículo, lo que permite ajustar con facilidad el reparto de pesos entre los límites marcados.
La distribución de peso también puede variar con el uso que se pretenda dar a cada tipo de vehículo. Por ejemplo, en un dragster se maximiza la capacidad de tracción del eje trasero, lo que a su vez obliga a contrarrestar la reacción al momento de giro, que hace que el morro del vehículo tienda a elevarse. Para evitarlo, se diseña el eje delantero a una gran distancia del eje trasero, colocando sobre el mismo una masa relativamente pequeña que sirve de contrapeso.
Carga por eje máxima
|  | Transporte especial por carretera, en el que el traslado de un gran peso obliga a utilizar un remolque con un elevado número de ejes, lo que permite reducir por debajo del límite máximo autorizado la carga de cada eje |

En general, la carga por eje es un parámetro que interviene de forma determinante en el diseño de infraestructuras de transporte que soportan el paso de tráfico rodado, como carreteras, vías de ferrocarril y pistas de aeropuerto. La limitación de la carga máxima por eje sirve para optimizar la relación entre el coste y la durabilidad prevista para la infraestructura, en función del volumen de tráfico previsto. Además, es un factor de especial relevancia que interviene en el cálculo de puentes y de viaductos, tanto de ferrocarril como del transporte por carretera.
En consecuencia, en el diseño de los sistemas de rodadura de camiones, trenes y aviones, se tiene en cuenta la máxima carga por eje admisible por las correspondientes infraestructuras, de forma que se consiga un reparto de pesos en cada vehículo que permita optimizar la distribución de sus ejes. En el caso de las locomotoras, la carga máxima por eje está íntimamente ligada con su capacidad de tracción, una circunstancia que condicionó de forma determinante el diseño de las locomotoras de vapor desde sus orígenes (véase rueda motriz).
En el transporte pesado por carretera, los límites de carga por eje obligan a distribuir cuidadosamente la carga cuando el peso bruto total del vehículo se acerca a su límite legal, de forma que en ningún caso se rebase la carga por eje máxima autorizada. En el caso de los transportes especiales por carretera, es habitual utilizar remolques con un elevado número de ejes, lo que permite reducir por debajo del límite máximo autorizado la carga de cada eje.
Este factor también influye en la durabilidad de algunos componentes del sistema de rodadura, como los neumáticos o las llantas de ferrocarril.
Capacidad de tracción en ferrocarriles

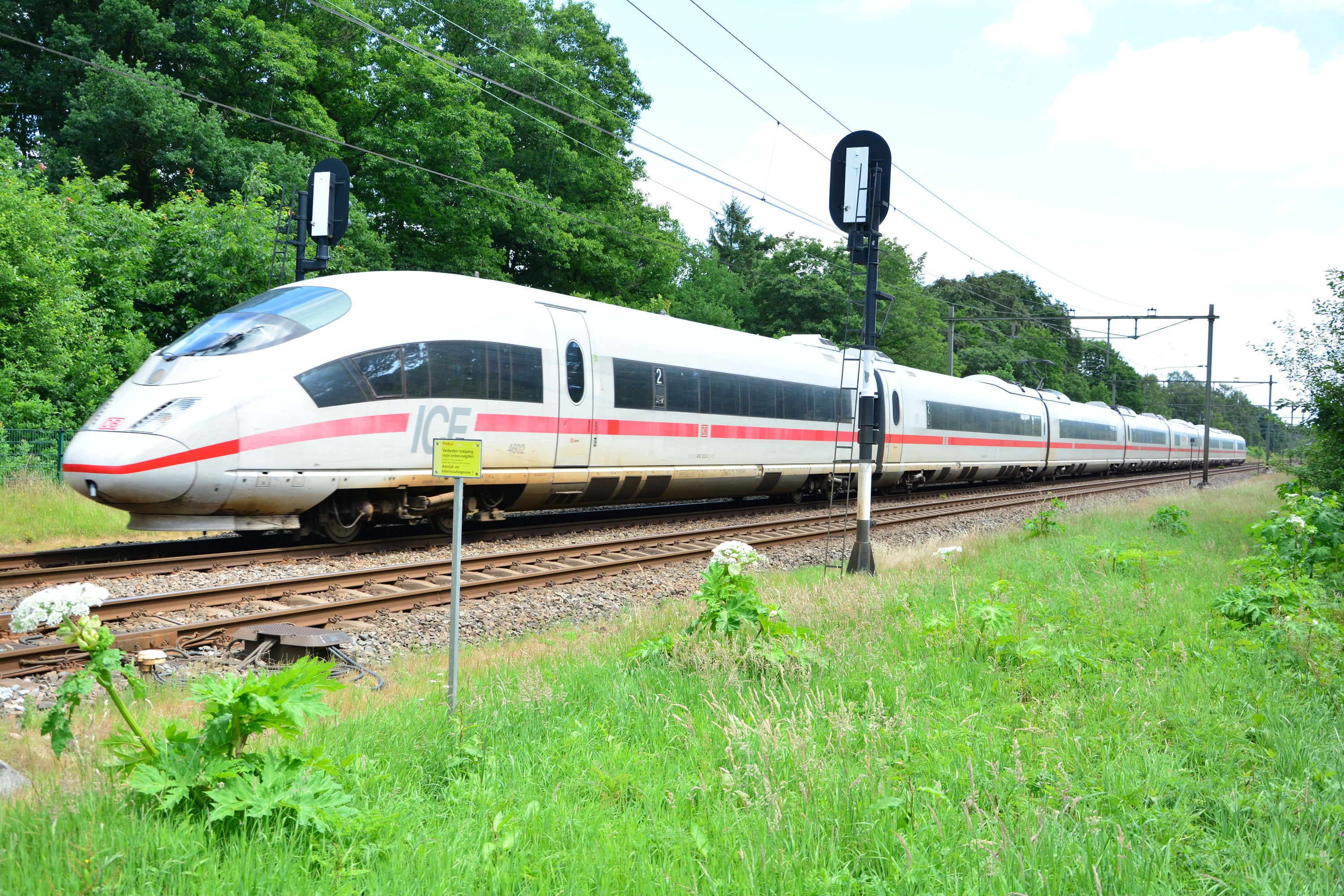
Un tren Siemens Velaro, diseñado con tracción distribuida.

La capacidad tractora de una locomotora depende de la adherencia entre dos conjuntos de piezas de acero: las ruedas y los carriles. Dado que el rozamiento que es capaz de movilizar una rueda en forma de tracción efectiva depende del peso que soporta, los diseños clásicos de locomotoras de vapor tendían a ser máquinas muy pesadas, que concentraban su peso distribuido en un conjunto de ejes tractores ligados por bielas de acoplamiento. Actualmente, en los trenes de mercancías se ha mantenido el concepto de grandes y masivas locomotoras capaces de arrastrar trenes de gran peso. Sin embargo, para el transporte de viajeros se han desarrollado otros conceptos como la tracción distribuida, que consiste en disponer motores eléctricos en todos los ejes de cada composición, en lugar de confiar la capacidad de tracción exclusivamente a los ejes de una gran locomotora. Este sistema permite que en trenes como el Siemens Velaro, la práctica totalidad del peso de la composición se convierta en esfuerzo adherente (y no solo el propio peso de la locomotora), optimizando la capacidad tractora total del tren, y en consecuencia, su capacidad de acelerar de una forma más efectiva.
Estabilidad de aviones en vuelo y de barcos

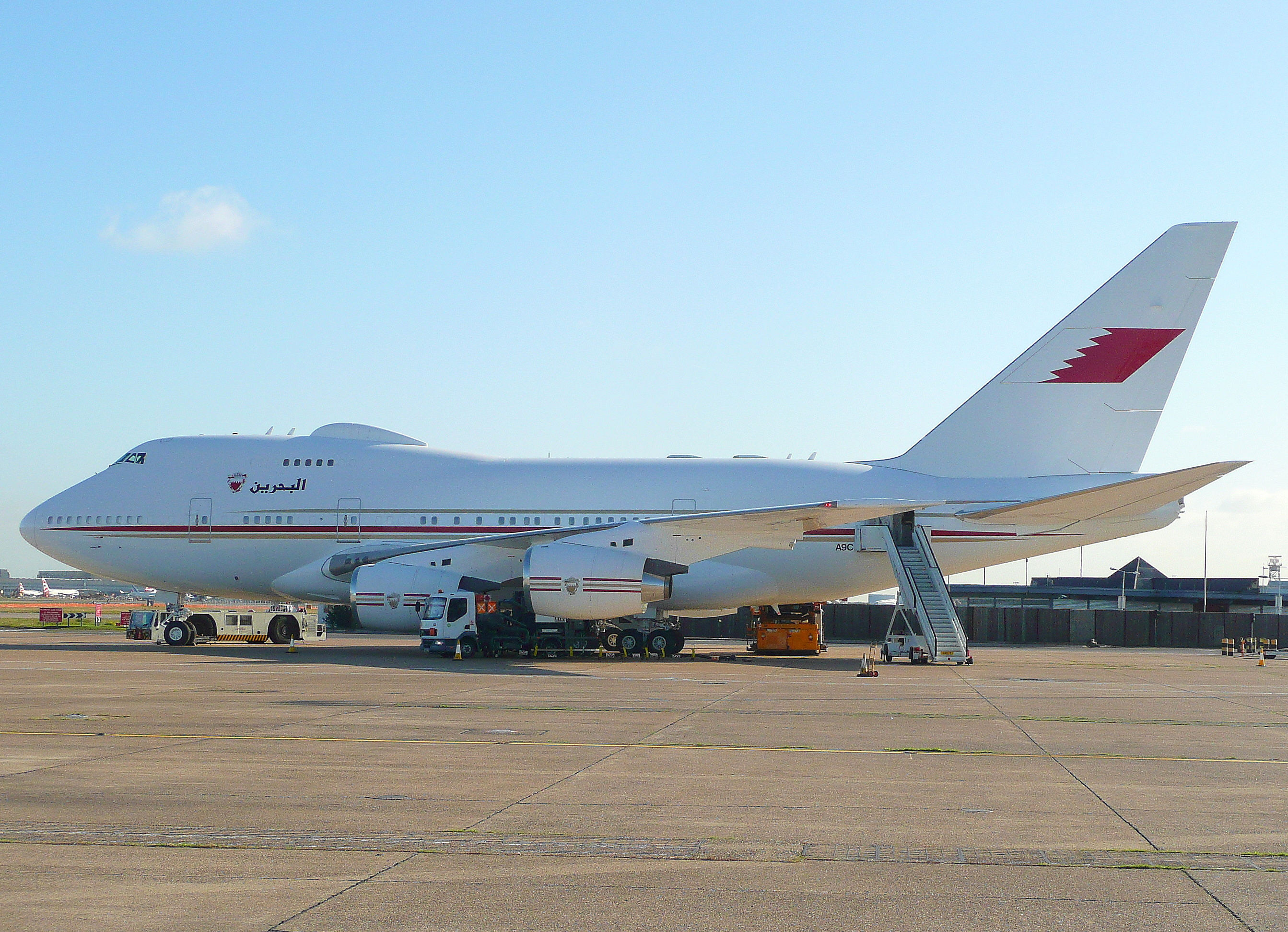
Boeing 747 repostando combustible

En el servicio de aerolíneas, es importante que la carga esté equitativamente distribuida, de forma que se equilibre el peso de pasajeros, carga, y combustible de una aeronave, con el objeto de mantener el centro de gravedad de la aeronave lo más próximo posible de su centro de presión, minimizando así la aparición de momentos de giro significativos que podrían afectar a la estabilidad del vuelo. En las aeronaves de transporte militar, es común disponer de un jefe de estiba que forma parte de la tripulación. Sus responsabilidades incluyen distribuir las cargas en función de su volumen y peso para garantizar una posición adecuada del centro de gravedad del conjunto, y verificar que la carga está correctamente sujeta y asegurada para impedir que se mueva durante el vuelo.
En barcos y aeronaves grandes, se suelen disponer numerosos depósitos de combustible independientes, utilizándose equipos de bombeo que a medida que se consume el combustible, permiten redistribuir el combustible restante para mantener el equilibrio de la nave, reduciendo de paso problemas de estabilidad asociados con el efecto de superficie libre.